# Don't Cry
〈Don't Cry〉는 미국의 하드 록 밴드 건즈 앤 로지스의 파워 발라드이고, 두 가지 버전이 동시에 다른 음반에 발매되었다. 원래 가사가 있는 버전은 《Use Your Illusion I》의 네 번째 트랙이고, 대체 가사가 있는 버전은 《Use Your Illusion II》의 13번째 트랙이다. 보컬 트랙만 다르며, 그 다음에 구절에서만 그랬다. 그러나, 그 구절에서는 단어들이 완전히 다를 뿐만 아니라 미터와 멜로디도 약간 다르다. 또한 이 곡은 공식적으로 싱글로 발매된 세 번째 곡으로 1986년 《Appetite for Destruction》 세션 동안 녹음되었다. 이 노래는 영국 싱글 차트에서 8위 그리고 미국의 빌보드 핫 100에서 10위를 포함한 많은 나라에서 상위 10위에 올랐다.
이 곡은 영국 싱글 차트에서 8위, 미국 빌보드 핫 100에서 10위를 기록하는 등 많은 나라에서 톱 10에 진입했다. 아일랜드에서는 〈Don't Cry〉가 건즈 앤 로지스의 두 번째 1위 싱글이 되었고, 핀란드에서는 《Use Your Illusion》 음반의 두 번째 1위 히트곡이 되었다. 이 곡은 또한 포르투갈의 음악 차트에서 1위를 차지했고, 뉴질랜드와 노르웨이에서 2위에 올랐고, 호주, 덴마크, 스위스에서 5위 안에 들었다.

## 곡 목록
CD 싱글 (게펀 21651)
1. "Don't Cry" (original) – 4:42
2. "Don't Cry" (alt. lyrics) – 4:42
3. "Don't Cry" (demo – 1985 Mystic Studio Sessions) – 4:42

## 인증
| 국가                                                                                         | 인증     | 판매량/출하량 |
| -------------------------------------------------------------------------------------------- | -------- | ------------- |
| 이탈리아 (FIMI)                                                                              | 플래티넘 | 50,000        |
| 뉴질랜드 (RMNZ)                                                                              | 골드     | 5,000*        |
| 영국 (BPI)                                                                                   | 실버     | 200,000       |
| 미국 (RIAA)                                                                                  | 골드     | 500,000^      |
| *판매량을 기반으로 한 인증 · ^출하량을 기반으로 한 인증 · 판매량+스트리밍을 기반으로 한 인증 |          |               |